# Georges VII (roi d'Iméréthie)
Georges VII (en géorgien : გიორგი VII ; mort le 27 février 1720) est un roi d'Iméréthie de la dynastie des Bagration ayant régné à quatre reprises entre 1702 et 1720

## Biographie
Né en 1670, Georges VII est un fils illégitime du roi Alexandre IV d'Iméréthie. Après la mort de son demi-frère Simon Ier, il est déclaré en 1702 héritier légitime du trône par un parti de nobles, avec l'approbation de la Sublime Porte.
Il tente de s'imposer dès 1702 face à l'usurpateur Georges Abaschidzé et y parvient en 1707 pour régner pendant quatre ans, mais il est écarté du trône en faveur de Mamia III de Gourie en octobre 1711.
Avec l'appui des Ottomans et de leur vassal le pacha d'Akhaltsikhe, il bat Mamia III de Gourie lors de la bataille de Chkara en juin 1712, mais il est de nouveau déposé en novembre 1713. Georges VII récupère le trône à la mort de son rival Mamia en janvier 1714.
Il est obligé de s'exiler de nouveau chez les Ottomans de 1716 à 1719. La Sublime Porte l'impose une dernière fois comme roi à l'Iméréthie en 1719 pour deux ans, mais il est assassiné le 27 février 1720 à la suite d'un complot mené par le prince Simon Abaschidzé.

## Unions et descendance
Georges VII d'Iméréthie a épousé :
1. en 1703 Rodam, fille de Georges XI de Karthli, dont il divorce en 1712 ;
2. en 1712 une fille de Georges Abaschidzé, dont il divorce en 1713 ;
3. en 1714 Thamar, fille de Papouna prince Tchkhéide , morte en 1714 ;
4. en 1716 Thamar, fille de Mamia III de Gourie, morte en 1741, dont :
  - Georges IX.

D'une concubine nommée Eleni ou de la reine Rodam (?), il a eu deux fils :
- Alexandre V ;
- Mamouka Ier.